# Zumanjaro: Drop of Doom
Zumanjaro: Drop of Doom était une attraction de type tour de chute, située dans le parc américain Six Flags Great Adventure, à Jackson Township dans le New Jersey. Construites par Intamin, et adossées à la structure des montagnes russes Kingda Ka, ces trois tours de chute étaient les plus hautes du monde avec 128 mètres de haut. Elles dépassent ainsi les tours Lex Luthor: Drop of Doom situées dans le parc d'attractions Six Flags Magic Mountain qui détenaient le record jusqu'au 4 juillet 2014.

## Caractéristiques
- Hauteur : 128 mètres (420 pieds[1])
- Capacité : 12 personnes
- Vitesse de chute : 140 km/h en 6 secondes puis freinage magnétique à +30 mètres de la fin  .